# Carl Eduard Scheidt
Carl Eduard Scheidt (* 12. März 1954) ist ein deutscher Psychosomatiker, Psychiater, Psychoanalytiker, Psychotherapeut, Philosoph und Hochschullehrer.

## Werdegang
Nach dem Abitur am Landheim Ammersee in Schondorf am Ammersee studierte Scheidt von 1973 bis 1981 an den Universitäten Freiburg und Göttingen Humanmedizin und Philosophie. 1979 erlangte er einen Magister artium in Philosophie mit einer Magisterarbeit zum Thema „Wahrheit und Gewissheit bei Descartes“, 1981 das Medizinisches Staatsexamen und die Approbation als Arzt. 1983/1984 folgte ein Forschungsaufenthalt am Maudsley Hospital und Institute of Psychiatry in London. 1985 promovierte er in Freiburg im Breisgau in Medizin zum Thema „Die Rezeption der Psychoanalyse in der deutschesprachigen Philosophie vor 1940“. Von 1984 bis 1988 absolvierte Scheidt eine Facharztweiterbildung an der Abteilung für Psychosomatische Medizin und Psychotherapie der Universitätsklinik Freiburg und wurde 1987 Facharzt für Psychiatrie und erlangte 1991 die Zusatzbezeichnung für Psychoanalyse. 1995 wurde er zudem Facharzt für Psychosomatische Medizin und Psychotherapie. Es folgten Forschungstätigkeiten im Bereich der neurologischen Psychosomatik und der Psychotherapieforschung. 1998 wurde ihm der Forschungspreis des Deutschen Kollegiums für Psychosomatische Medizin verliehen. In demselben Jahr habilitierte sich Scheidt im Fach Psychosomatische Medizin und Psychotherapie mit einer Schrift zum Thema „Psychosoziale und psychobiologische Aspekte craniocervikaler Dystonien“. Im Jahr 2003 bekam er einen Ruf auf eine C3-Professur an die Universität Ulm, den er abgelehnt hat. Im Folgejahr wurde Scheidt in Freiburg zum außerplanmäßigen Professor ernannt und er übernahm die ärztliche Leitung der Thure von Uexküll-Klinik in Freiburg und bekam die Weiterbildungsermächtigung für Psychoanalyse und zum Facharzt für Psychosomatische Medizin und Psychotherapie. Von 2002 bis 2008 war er geschäftsführender Vorstand des Deutschen Kollegiums für Psychosomatische Medizin. 2008 folgte schließlich die Berufung auf die Thure von Uexkuell Stiftungsprofessur (W3) für stationäre und teilstationäre Psychotherapie an das Universitätsklinikum Freiburg und die Übernahme der Leitung der Sektion für psychoanalytische Psychosomatik.

## Veröffentlichungen (Auswahl)
- Die Rezeption der Psychoanalyse in der deutschsprachigen Philosophie vor 1940. Suhrkamp, Frankfurt am Main 1986, ISBN 978-3-518-28189-5 (zugl. Diss. Uni Freiburg i. Br. 1985).
- zus. mit Marc Kößler: Konversionsstörungen. Diagnose, Klassifikation und Therapie. Schattauer, Stuttgart/New York 1997, ISBN 978-3-7945-1803-6.
- zus. mit Gabriele Lucius-Hoene, Anja Stukenbrock, Elisabeth Waller als Hrsg.: Narrative Bewältigung von Trauma und Verlust. Schattauer, Stuttgart 2015, ISBN 978-3-7945-2963-6.
- zus. mit Peter Bründl als Hrsg.: Spätadoleszenz. Identitätsprozesse und kultureller Wandel. Brandes & Apsel, Frankfurt am Main 2015, ISBN 978-3-95558-154-1.
- zus. mit Peter Bründl als Hrsg.: Psychosomatische Prozesse. Ätiologie, Krankheitsverlauf und Behandlung. Brandes & Apsel, Frankfurt am Main 2018, ISBN 978-3-95558-238-8.